# Linto

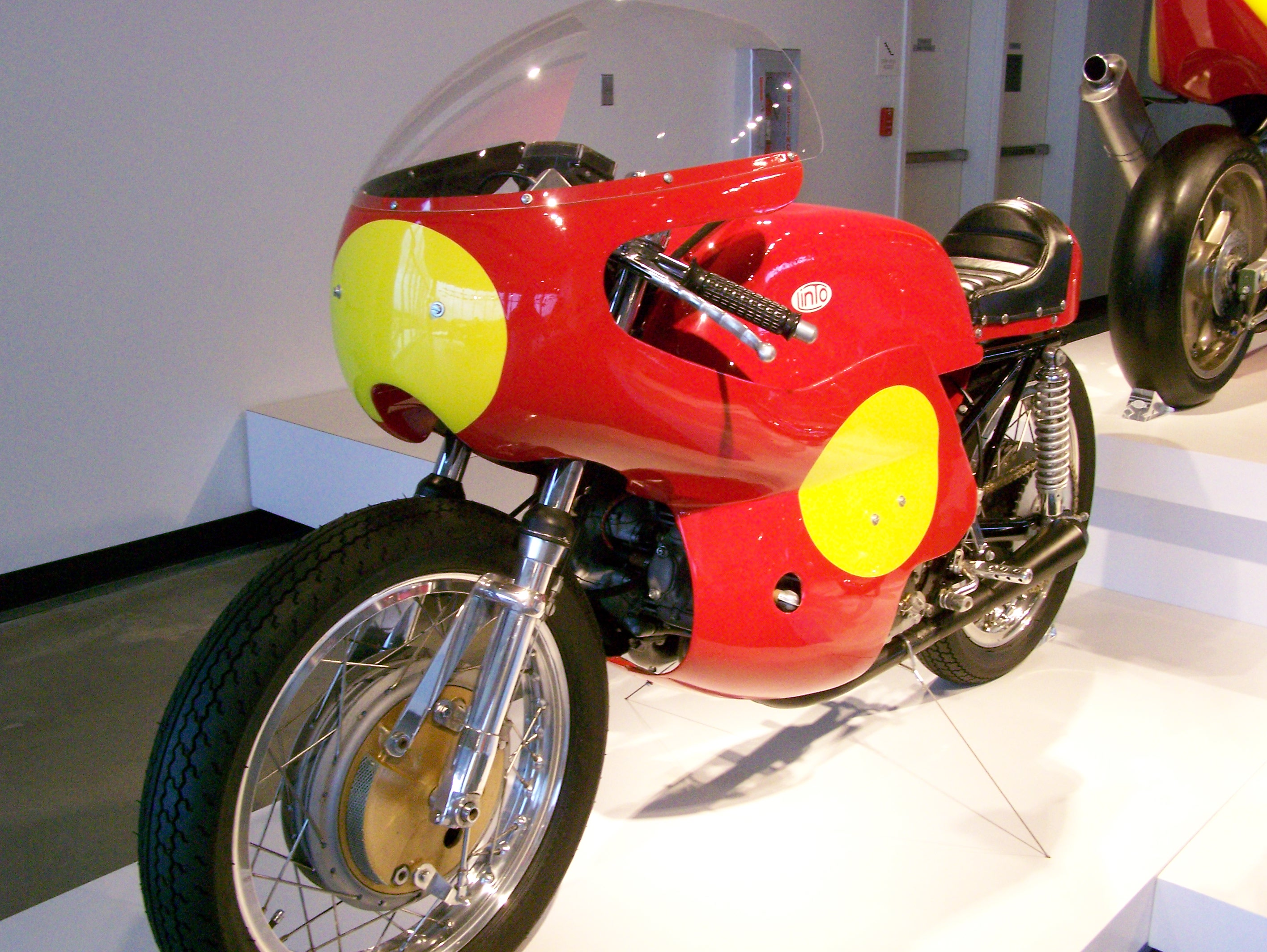
De Linto 500 GP.

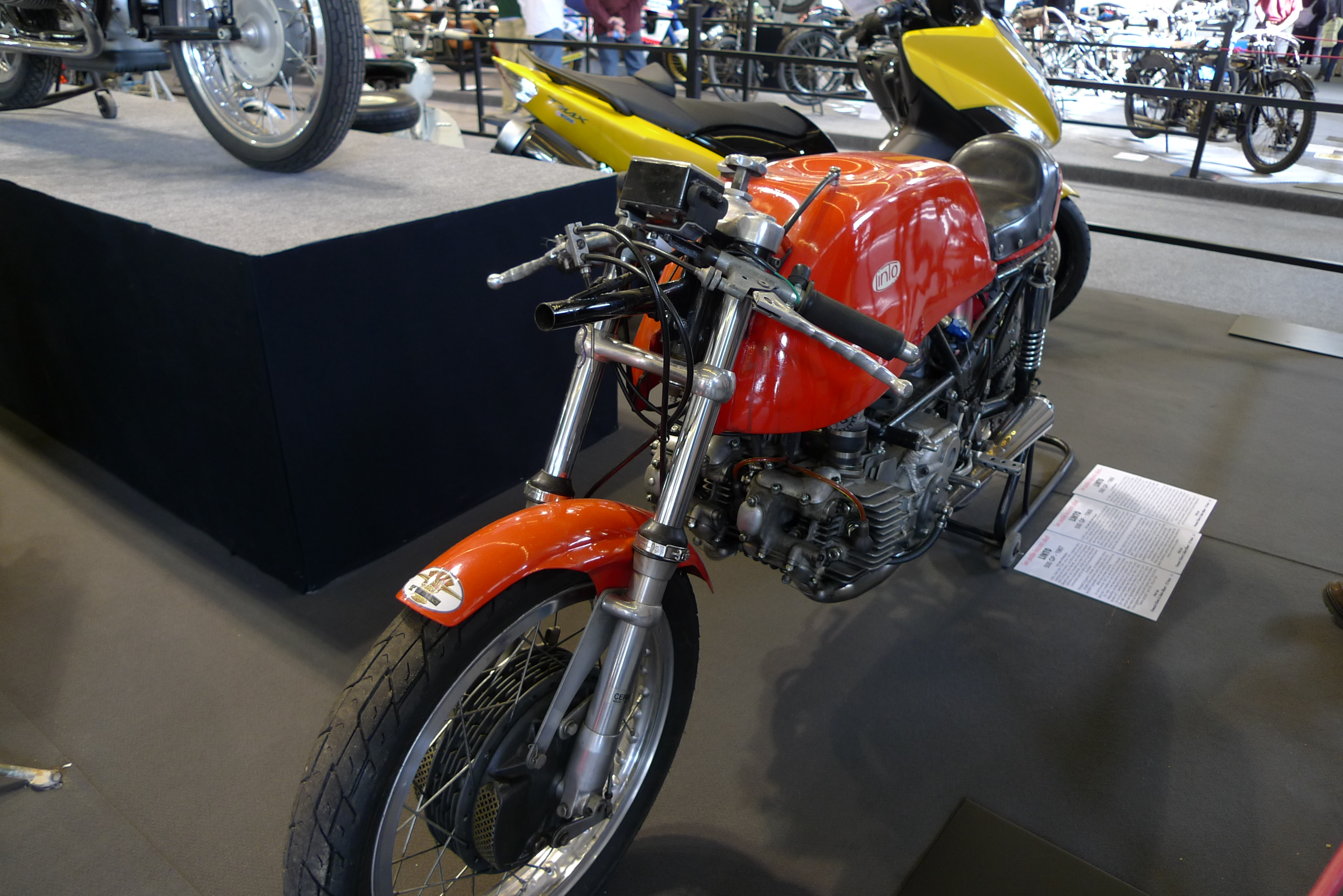
Zonder stroomlijnkuip is het "dubbele Aermacchi"-blok goed te herkennen

LinTo is een Italiaans historisch merk van motorfietsen.
LinTo staat voor: Lino Tonti-Giorgio Premoli, Varese.
Lino Tonti was een constructeur van motorfietsen. Hij had al gewerkt voor Benelli, Mondial, Aermacchi, Gilera en Bianchi en was ook betrokken bij het Paton-raceproject. De naam "Paton" was samengesteld uit "Pattoni" en "Tonti". In 1949 had hij al een 75cc-racertje onder de naam "LinTo" gemaakt.
Zijn grote voorliefde ging uit naar het ontwikkelen en bouwen van racemotoren.
Toen zijn contract bij Bianchi rond 1965 afliep ging hij zelf deze motorfietsen maken. Het merk ontstond door de samenwerking van Lino Tonti, coureur en constructeur Umberto Premoli en coureur Alcide Biotti. De productie liep van 1965 tot 1971.
Het waren 500cc-motorfietsen met eigen motorblokken, die waren samengesteld uit twee 250cc-Aermacchi-blokken, althans de bovenbouw (cilinders en cilinderkopen). De motoren hadden dubbele bovenliggende nokkenasen met vier kleppen per cilinder en zes versnellingen. Latere modellen hadden, om de productiekosten voor privérijders laag te houden, eenvoudiger cilinderkoppen die rechtstreeks van de Aermacchi-Ala d'Oro productieracers kwamen. Er werd een brugframe uit driehoeksconstructies gebruikt, zoals dat later ook door Moto Guzzi en Ducati zou worden toegepast. De werkplaats van Premoli stond vlak bij de Aermacchi-fabriek, waar de onderdelen tegen redelijke prijzen voorhanden waren.
Door de plat liggende cilinders werd het 500cc-blok ook wel gebruikt in wegrace-zijspancombinaties. Al voordat Aermacchi in Amerikaanse (Harley-Davidson-) handen kwam ging Tonti, als technisch directeur naar Moto Guzzi. Hij ontwikkelde er de beroemde Moto Guzzi V-twins.
Veel privéracers bleven op een LinTo rijden, maar uiteindelijk konden ze niet opboksen tegen de opkomende tweetakten en de LinTo’s verdwenen van de circuits. Zie ook Paton.